# Купанг
Купанг (индон. Kupang) седиште је и највећи град покрајине Источна Нуса Тенгара у Индонезији. У граду живи 450.000 становника (2010). Површина града је 180,27 km². Град се налази на северозападном делу острва Тимор.

## Демографија
| 2010.   |
| ------- |
| 336.239 |